# Gösta Rosenberg
Gösta Mauritz Rosenberg, född 6 november 1911 i Vasa, död 10 september 1987 i Kyrkslätt, var en finländsk politiker. Han var son till Mauritz Rosenberg och var under efterkrigsåren den ledande finlandssvenska politikern inom Demokratiska förbundet för Finlands folk (DFFF) och Finlands kommunistiska parti (FKP). 
Rosenberg genomgick femklassigt läroverk, var vävstolslagare 1938–1944, svensk organisatör vid Samfundet Finland-Sovjetunionen 1944–1945 och svensk upplysningssekreterare vid DFFF 1945–1958. Han var medlem av Finlands kommunistiska partis centralkommitté från 1945, ordförande i Demokratiska förbundet för Finlands folk i Nylands distrikt 1953–1963, viceordförande i Folkets bildningsförbund samt medlem av redaktionskommittén för Ny Tid och Kontakt. Han var ledamot av Finlands riksdag 1945–1966 och elektor vid presidentvalen 1950, 1956 och 1962. Han var medlem av stadsfullmäktige i Helsingfors 1945–1946 och 1961–1962, av kommunalfullmäktige i Kyrkslätt från 1964 och medlem av Nordiska rådet från 1957.